# Klon Henry’ego
Klon Henry’ego (Acer henryi) – gatunek drzewa z rodziny mydleńcowatych (Sapindaceae). W obrębie rodzaju sklasyfikowany do sekcji Negundo i serii Cissifolia. Naturalnie występuje w górskich lasach Chin (prowincje Anhui, Gansu, Guizhou, Henan, Hubei, Hunan, Jiangsu, Shaanxi, Shanxi, Syczuan i Zhejiang).

## Morfologia
PokrójJest to małe drzewo. Dorasta do 10–15 m wysokości. Kora ma kolor szary. Posiada wyraźne wypukłe przetchlinki.
LiścieLiście składają się z 3 listków o jajowatym kształcie i długo zaostrzonych końcówkach. Są wąskie i prawie całobrzegie. Od dołu są delikatnie omszone. Mają długość do 10 cm i szerokość do 4 cm. Jesienią przebarwiają się na czerwono.
KwiatyKwiaty są dwupienne i drobne. Mają żółtawą barwę. Są prawie siedzące. Występują w bardzo wąskich kwiatostanach o długości do 20 cm.
OwoceOwocami są orzeszki, które na początku są zielone, lecz po dojrzeniu stają się czerwone. Mają do 2,5 cm długości. Posiadają prawie równoległe skrzydełka.

## Biologia i ekologia
Zalicza się do 6. strefy mrozoodporności, gdyż przemarza podczas surowych zim.